# Nick Abendanon
Nicolas Jan Abendanon, detto Nick (Johannesburg, 26 agosto 1986), è un ex rugbista a 15 e allenatore di rugby a 15 olandese tecnico delle skills del Bayonne. Come giocatore ricopriva il ruolo di ala o estremo.

## Biografia
Nato a Bryanston, sobborgo della municipalità di Johannesburg, in Sudafrica, da genitori olandesi, Abendanon crebbe in Inghilterra nel Gloucestershire.
Autore di 10 mete in 23 incontri tra Premiership e Challenge Cup 2006-07, si mise in luce per la nazionale inglese allenata da Brian Ashton, che lo fece debuttare il 2 giugno 2007 durante il in Sudafrica in un incontro che gli Springbok vinsero 55-22; disputò un altro test match in occasione dei warm-up alla Coppa del Mondo 2007, alla quale non fu convocato, salvo poi essere aggregato alla squadra come rimpiazzo dell'infortunato Josh Lewsey prima della finale di torneo contro il Sudafrica, partita nella quale comunque non giocò.
La carriera internazionale di Abendanon si risolse di fatto in quelle uniche due partite.
L'anno successivo giunse ai play-off di campionato con Bath e vinse il suo primo trofeo, la Challenge Cup 2007-08. Dopo 6 anni a Bath si trasferì in Francia a Clermont, di fatto precludendosi futuri utilizzi in nazionale. Alla prima stagione, giunse alla finale di campionato poi persa contro lo Stade français e a quella di Champions Cup che, pur contrassegnata da una sua meta, vide Clermont sconfitta da Tolone.
Nonostante la mancata vittoria Abendanon fu giudicato miglior giocatore della Champions Cup di quell'anno.
Ancora nel 2017 perse la finale contro i Saracens ma successivamente vinse il Bouclier de Brennus battendo Tolone in finale.
Fino al 2020 rimase a Clermont conquistando la seconda Challenge Cup nel 2019. Dopo l'interruzione anticipata dei campionati in Francia a causa della pandemia di COVID-19 in Europa, non rinnovò il suo contratto e si trasferì in seconda divisione a Vannes. Giocò tre stagioni con il club bretone, prima di annunciare il suo ritiro nel maggio 2023.
A partire dall'annata 2023-24, fa parte dello staff del Bayonne con il ruolo di allenatore delle skills.

## Palmarès
- Campionati francesi: 1
Clermont: 2016-17
- Challenge Cup: 2
Bath: 2007-08
Clermont: 2018-19